# Campionats del món de ciclisme de muntanya de 1994
Els Campionats del món de ciclisme de muntanya de 1994 van ser la 5a edició dels Campionats del món de ciclisme de muntanya organitzats per la Unió Ciclista Internacional. Les proves tingueren lloc del 18 i 19 de setembre de 1994 a Vail (Colorado) als Estats Units d'Amèrica.

## Resultats

### Camp a través
| Proves  | Or                   | Plata                | Bronze                |
| Masculí | Henrik Djernis (DEN) | Tinker Juarez (USA)  | Bart Brentjens (NED)  |
| Femení  | Alison Sydor (CAN)   | Susan DeMattei (USA) | Sara Ballantyne (USA) |

### Descens
| Proves         | Or                           | Plata                 | Bronze                 |
| Masculí        | François Gachet (FRA)        | Tommy Johansson (SWE) | Corrado Herin (ITA)    |
| Femení         | Missy Giove (USA)            | Sophie Kempf (FRA)    | Giovanna Bonazzi (ITA) |
| Masculí júnior | Nicolas Vouilloz (FRA)       | Pau Misser (ESP)      | Cédric Gracia (FRA)    |
| Femení júnior  | Anne-Caroline Chausson (FRA) | Marielle Saner (SUI)  | Mona Fee (FRA)         |

## Medaller
| Pos.  | País          | Or | Plata | Bronze | Total |
| 1     | França        | 3  | 1     | 2      | 6     |
| 2     | Estats Units  | 1  | 2     | 1      | 4     |
| 3     | Canadà        | 1  | 0     | 0      | 1     |
| 3     | Dinamarca     | 1  | 0     | 0      | 1     |
| 5     | Espanya       | 0  | 1     | 0      | 1     |
| 5     | Suècia        | 0  | 1     | 0      | 1     |
| 5     | Suïssa        | 0  | 1     | 0      | 1     |
| 8     | Itàlia        | 0  | 0     | 2      | 2     |
| 9     | Països Baixos | 0  | 0     | 1      | 1     |
| Total | Total         | 6  | 6     | 6      | 18    |